# Роџерсов метод
Роџерсов метод је према имену познатог америчког психолога и психотерапеута К. Роџерса синоним за терапију усмерену на клијента или недирективни метод саветовања. По овом моделу, највећа промена и најбољи резултат у исходу саветовања постиже се променом односа социјални радник-клијент. По Роџерсу, однос социјални радник – клијент није однос родитељ – дете, лекар–пацијент, верски вођа–следбеник, наставник–ученик или однос између два пријатеља. Сви наведени односи засновани су на односу моћи подређеног и надређеног или емоционалној наклоности. Најбољи вид односа клијент – социјални радник је однос два сарадника. То практично значи активни заједнички напор ка изналажењу решења којим ће се клијент осамосталити и преузети одговорност за себе и своје поступке.